# Kazahaya (Schiff)
Die Kazahaya (jap. 風早) war ein schneller Flottentanker der Kaiserlich Japanischen Marine, der im Zweiten Weltkrieg zum Einsatz kam.

## Geschichte

### Allgemeines

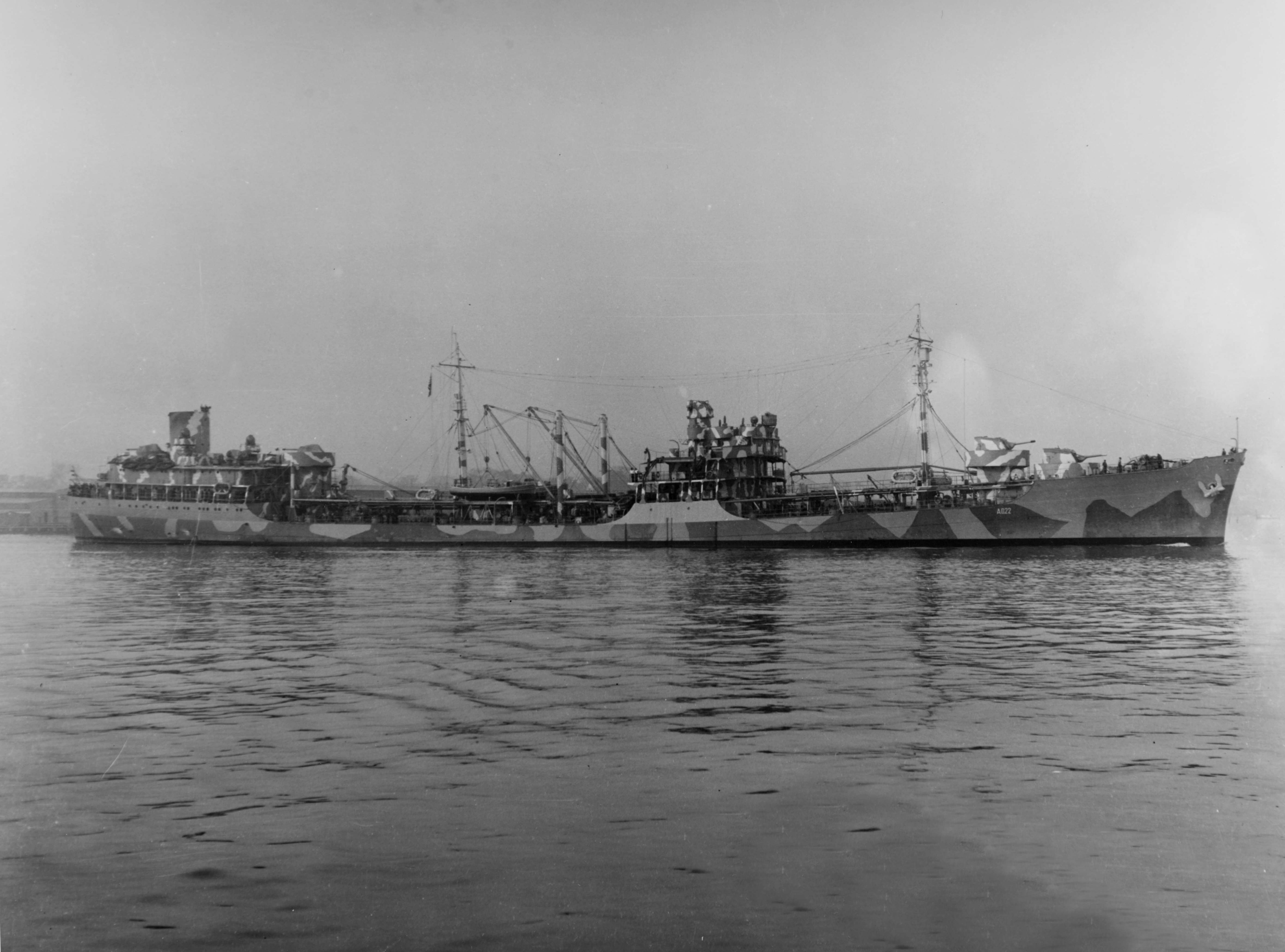
Die Cimarron, erstes Schiff des Typs T3-S2-A1 welcher auch als Cimarron-Klasse bezeichnet wird.

Die spätere Kazahaya, welche in Größe und Leistung den seit 1939 in Dienst stehenden amerikanischen Flottentankern der Cimarron-Klasse (T3-S2-A1) entsprach, wurde im Rahmen des Schnellbauprogramms („Maru Kyū Keikaku“) von August 1941 als Typschiff einer Klasse von vier Tankern (Baunummern 304 bis 307) geordert. Von diesen vier Schiffen wurden die Einheiten mit den Baunummern 305 und 307 am 25. Juli 1943 storniert und die 306 (Hayasui) in einem veränderten Entwurf als kombinierter Flottentanker/Seeflugzeugträger gebaut.

### Bau
Der Bauauftrag für die spätere Kazahaya wurde an Ishikawajima-Harima vergeben. Diese legte den Rumpf am 30. September 1941 auf ihrer Werft (Harima Zōsen) in Aioi auf Kiel und das zu Wasser lassen erfolgte am 20. Januar 1943. Die Indienststellung erfolgte am 31. März 1943 unter dem Kommando von Kaigun-taisa (Kapitän zur See) Kanemasu Yoshio, welcher bereits seit dem 1. Februar 1943 als sogenannter Oberster Ausrüstungsoffizier (jap. 艤装員長, gisō inchō) mit der Baubelehrung beauftragt gewesen war.

### Verbleib
Nach Indienststellung versah das Schiff Flottendienst in japanisch kontrollierten Gewässern. Am 6. Oktober 1943 wurde die Kazahaya nachts auf Position 10° 1′ N, 148° 31′ O durch das US-amerikanische U-Boot Steelhead, unter dem Kommando von Lieutenant David L. Whelchel, gesichtet, welches durch Funkaufklärung auf den Tanker aufmerksam gemacht wurde. Um 3 Uhr feuerte das U-Boot einen Fächer aus vier Torpedos ab. Von diesen traf einer die Kazahaya und setzte sie in ihrer Geschwindigkeit herab. Das Schiff meldete den Angriff und die erlittenen Schäden an die Basis in Truk, woraufhin der Leichte Kreuzer Isuzu und die beiden Zerstörer Hatsukaze und Umikaze angewiesen wurden, dem Flottentanker Unterstützung zukommen zu lassen. Das ebenfalls durch die Funkaufklärung informierte U-Boot Tinosa, unter dem Kommando von Lieutenant Commander Lawrence R. Despit, sichtete die mit sechs Knoten allein fahrende Kazahaya am Morgen desselben Tages. Am Mittag hatte sich das Boot in Position gebracht und führte einen Überwasserangriff durch. Dabei wurde die Kazahaya weiter beschädigt, zwang aber durch Abwehrfeuer der Schiffsartillerie das U-Boot unter Wasser und konnte durch vier Wasserbomben ein Feuer im Maschinenraum verursachen, welches schnell unter Kontrolle gebracht werden konnte. Um 19 Uhr fuhr die Tinosa einen weiteren Angriff, wobei sechzehn Mark-14-Torpedos abgefeuert wurden, was den Tanker schließlich auf Position 10° 50′ N, 148° 30′ O über Heck sinken ließ. Der Zerstörer Umikaze konnte etwa 154 Personen retten, darunter den Schiffskommandanten Kanemasu Yoshio.
Am 1. Dezember 1943 wurde der Tanker aus der Flottenliste der Schiffe der Kaiserlichen Japanischen Marine gestrichen.

### Weitere Schiffe
Im Rahmen des Bauprogramms von 1942 sollten weitere Schiffe der Kazahaya-Klasse gebaut werden. Dies waren die Baunummern 5381 bis 5387 (storniert am 5. Mai 1944) als Kariko-Klasse und 482 bis 484 (Bauaufträge nicht vergeben) als verbesserte Kazahaya-Klasse. Stattdessen wurde aus dem Kriegsbauprogramm (Maru Sen Keikaku) die Hario-Klasse gebaut, von der vor Kriegsende aber auch nur noch das Typschiff fertiggestellt werden konnte.

## Name
Die Kazahaya war das erste Schiff einer japanischen Marine, welches diesen Namen trug. Die Benennung erfolgte nach einer Bucht in der Präfektur Hiroshima.

## Technische Beschreibung

### Rumpf
Der Rumpf war 161 Meter lang, 20,1 Meter breit und hatte bei einer Verdrängung von 20.000 Tonnen einen Tiefgang von 8,83 Metern.

### Antrieb
Der Antrieb erfolgte durch zwei ölbefeuerte Dampferzeuger – Kampon-Kesseln des Yarrow-Typs – und einen Getriebeturbinensatz von Ishikawajima, mit dem eine Leistung von 9.500 PS (6.987 kW) erreicht wurde. Dieser gab seine Leistung an eine Welle mit einem Propeller ab. Die Höchstgeschwindigkeit betrug 16,5 Knoten (31 km/h).

### Bewaffnung

#### Schwere Flugabwehr
Die schwere flugabwehrfähige Bewaffnung bestand aus drei 12-cm-Geschützen mit Kaliberlänge 45 Typ 10 (eins vorn, zwei achtern) mit einfachen Schilden. Dieses 1926 eingeführte Flugabwehrgeschütz verschoss im Einsatz rund 6 bis 8 Schuss pro Minute, die effektive Reichweite lag bei etwa 10 Kilometern bei 75° Rohrerhöhung und die um 360° drehbaren Lafetten hatten einen Höhenrichtbereich von −10° bis +75°.

#### Leichte Flugabwehr
Die leichte Flugabwehrbewaffnung bestand aus sechs 2,5-cm-Maschinenkanonen Typ 96. Diese Maschinenkanonen verschossen im Einsatz rund 110 bis 120 Schuss pro Minute, die effektive Reichweite lag bei etwa 3 Kilometern bei 85° Rohrerhöhung und die um 360° drehbaren Lafetten hatten einen Höhenrichtbereich von −10° bis +85°.

### Ladekapazität
Die Ladekapazität betrug 11.000 tn.l. Kraftstoff (davon 1.000 tn.l. für Flugbenzin).

## Besatzung
Die Besatzung der Kazahaya hatte eine Stärke von 150 Offizieren, Unteroffizieren und Mannschaften.